# Le verdi colline della Terra (antologia)
Le verdi colline della Terra. 10 racconti (The Green Hills of Earth) è un'antologia di racconti di fantascienza dello scrittore statunitense Robert A. Heinlein pubblicata nel 1951 che comprende storie scritte dal 1941 in poi.
È stata tradotta in italiano di Paolo Busnelli e pubblicata dall'Armenia Editore nel 1978, nel n. 33 della rivista Robot e poi di nuovo nel 1980 nella collana Raccolta Robot.
La raccolta comprende nove racconti e il romanzo breve Logica dell'impero, tutti facenti parte del ciclo della Storia futura.

## Titoli
- Dalila e lo spaziale (Delilah and the Space Rigger, 1949)
- Camionista spaziale (Space Jockey, 1947)
- La lunga guardia (The Long Watch, 1949)
- Signori, accomodatevi (Gentlemen, Be Seated, 1948)
- I neri pozzi della Luna (The Black Pits of Luna, 1948)
- È bello tornare a casa (It's Great to Be Back, 1947)
- Portiamo anche a spasso i cani (We Also Walk Dogs, 1951)
- Agonia nello spazio (Ordeal in Space, 1948)
- Le verdi colline della Terra (The Green Hills of Earth, 1947)
- Logica dell'impero (Logic of Empire, 1941).

### Edizioni
- (EN) Robert A. Heinlein, The Green Hills of Earth, Shasta Publishers, 1951.
- Robert A. Heinlein, Le verdi colline della Terra. 10 racconti, in Robot, traduzione di Paolo Busnelli, n. 33, Armenia Editore, 1978.